# 沃利齊亞 (索卡爾區)
50°23′29″N 24°20′51″E / 50.39139°N 24.34750°E
沃利齊亞（烏克蘭語：Волиця），是烏克蘭西部的村莊，隸屬利維夫州的舍普季茨基區。該村始建於十七世紀，面積2.1平方公里，海拔高度213米，2001年人口1,009，人口密度每平方公里480.48人。